# Bretó
Bretó település Spanyolországban,  Zamora tartományban. Bretó Faramontanos de Tábara, Bretocino, Milles de la Polvorosa, Santovenia, Granja de Moreruela és Moreruela de Tábara községekkel határos. Lakosainak száma 166 fő (2024).

## Népesség
A település népessége az utóbbi években az alábbiak szerint változott:
| Lakosok száma | 244  | 236  | 223  | 212  | 198  | 184  | 182  | 166  | 156  | 166  |
|               | 2001 | 2004 | 2007 | 2009 | 2012 | 2014 | 2017 | 2019 | 2022 | 2024 |